# Матчи сборной России по футболу 1995
В 1995 году сборная России провела 10 матчей (два товарищеских и восемь в рамках отбора на чемпионат Европы 1996 года), одержав 8 побед, сведя один матч вничью и проиграв одну встречу. По итогам отборочного турнира чемпионата Европы 1996 года россияне досрочно заняли 1-е место в группе и квалифицировались в финальную часть.

## Список матчей
Товарищеский матч
№36
| Кошице 8 марта 1995 | \| Словакия \| 2:1 (1:0) \| Россия \| \| Дубовский 29′, 69′ \| Голы \| Карпин 78′ \| | Вшеспортовни ареал Облачно. 10 градусов. Зрителей: 10 200 Судьи: Ханс-Юрген Вебер, Манфред Шмидт, Микаэль Пренгель. |
| Словакия: Венцель, Глонек, Козак, Титтел, Ступала (к), Праженица, Томашек, Криштофик (Симон, 89'), Вайсс (Луховый, 78'), Пенкса, Дубовский. Главный тренер: Йозеф Венглош. Россия: Черчесов, Горлукович, Никифоров (к), Цымбаларь (Хлестов, 30'), Шалимов, Карпин, Афанасьев, Канчельскис, Рахимов (Ковтун, 75'), Радченко (Мостовой, 46'), Писарев (Бесчастных, 46'). Главный тренер: Олег Романцев. Предупреждения: Томашек (51), Никифоров (10), Афанасьев (7), Ковтун (?). Удаление: Афанасьев (25', повторное предупреждение). |                                                                                      | |
| Игра не транслировалась ни одним российским телеканалом. |                                                                                      | |
| Словакия | 2:1 (1:0)                                                                            | Россия |
| Дубовский 29′, 69′ | Голы                                                                                 | Карпин 78′ |

Отборочная стадия X чемпионата Европы. Матч группы 8
№37
| Москва 29 марта 1995 | \| Россия \| 0:0 \| Шотландия \| | Лужники Облачно. 2 градуса. Зрителей: 37 000 Судьи: Хартмут Штрампе, Ханс-Георг Фюлльбрунн, Хайнер Нойенштайн. |
| Россия: Харин, Хлестов, Никифоров, Ковтун, Шалимов (Радимов, 68'), Карпин, Онопко (к), Канчельскис, Добровольский, Радченко (Писарев, 58'), Кирьяков. Главный тренер: Олег Романцев. Шотландия: Лейтон, Маккимми. Бойд, Макларен. Хендри, Колдервуд, Джексон (Ширер, 78'), Макстей, Макгинли (Маккинли, 83'), Макаллистер (к), Коллинз. Главный тренер: Крейг Браун Предупреждения: Макгинли (29'), Кирьяков (36'), Добровольский (61'). |                                  | |
| Россия | 0:0                              | Шотландия |

Отборочная стадия X чемпионата Европы. Матч группы 8
№38
| Салоники 26 апреля 1995 | \| Греция \| 0:3 (0:1) \| Россия \| \| \| Голы \| Никифоров 35′ · Загоракис 80′ (авт.) · Бесчастных 82′ \| | Кафтанзоглио Ясно. 18 градусов. Зрителей: 29 016 Судьи: Лорис Стафоджа, Джузеппе Скальчоне, Фабрицио Дзанфорлин. |
| Греция: Атмацидис, Апостолакис (к), Касапис, Дабизас, Калидзакис, Цалухидис, Загоракис, Ниоплиас (Николаидис 46'), Махлас (Цартас 46'), Турсунидис, Донис. Главный тренер: Константинос Полихрониу. Россия: Харин, Кульков, Никифоров, Ковтун, Хлестов, Карпин, Онопко (к), Пятницкий (Кирьяков, 46'), Добровольский, Радченко (Мостовой, 75'), Бесчастных. Главный тренер: Олег Романцев. Предупреждения: Ковтун (12'), Никифоров (14'), Дабизас (63'), Кирьяков (65'), Онопко (69'). Удаление: Калидзакис (25', «фол последней надежды»). | | |
| Греция | 0:3 (0:1)                                                                                                  | Россия |
| | Голы | Никифоров 35′ · Загоракис 80′ (авт.) · Бесчастных 82′                                                            |

Отборочная стадия X чемпионата Европы. Матч группы 8
№39
| Москва 6 мая 1995 | \| Россия \| 3:0 (0:0) \| Фарерские острова \| \| Кечинов 53′ · Писарев 73′ · Мухамадиев 80′ \| Голы \| \| | Лужники Зрителей: 10 000 Судья: Серго Кварацхелия, Муради Джулакидзе, Габриэл Мгеладзе. Ясно. 15 градусов. |
| Россия: Черчесов, Хлестов, Никифоров, Ковтун, Тетрадзе, Кечинов, Онопко (к), Дм. Черышев, Пятницкий (Лебедь, 20'), Писарев, Мухамадиев. Главный тренер: Олег Романцев. Фарерские острова: Кнудсен, У. Йоханнесен, Й.-К. Хансен, Я. Расмуссен, К. Мёркёре, А. Йонсен, М. Ярнскор (к), Э. Хансен, Х. Ярнскор (Нольсё-Йонсен, 69'), Йоунссон, Й.-Э. Расмуссен. Главный тренер: Аллан Симонсен Предупреждение: А. Йонсен (64). | | |
| Россия | 3:0 (0:0)                                                                                                  | Фарерские острова                                                                                          |
| Кечинов 53′ · Писарев 73′ · Мухамадиев 80′ | Голы | |

Товарищеский матч
№40
| Белград 31 мая 1995 | \| Югославия \| 1:2 (1:2) \| Россия \| \| Петкович 34′ \| Голы \| Карпин 33′ (пен.) · Бесчастных 40′ \| | Црвена звезда Ясно. 25 градусов. Зрителей: 18 292 Судьи: Георгиос Бикас, Панайотис Варухас, Георгиос Дурос. |
| Югославия: Милоевич, Комленович, Вуячич, Брнович (Миркович, 46'), Йоканович, Михайлович, Надь (Ковачевич, 54'), Говедарица (Чурчич, 42'), Петкович, Стойкович (к), Милошевич. Главный тренер: Слободан Сантрач. Россия: Харин (Черчесов, 46'), Хлестов, Тетрадзе, Ковтун, Кульков (Р. Мамедов, 78'), Карпин, Онопко (к), Дм. Черышев (Афанасьев, 57'), Бесчастных, Шалимов, Кирьяков. Главный тренер: Олег Романцев. Предупреждения: Милоевич (32), Михайлович (85); Бесчастных (?). | | |
| Югославия | 1:2 (1:2)                                                                                               | Россия |
| Петкович 34′ | Голы | Карпин 33′ (пен.) · Бесчастных 40′                                                                          |

Отборочная стадия X чемпионата Европы. Матч группы 8
№41
| Серравалле 7 июня 1995 | \| Сан-Марино \| 0:7 (0:2) \| Россия \| \| \| Голы \| Добровольский 22′ (пен.) · Кульков 38′ · Кирьяков 47′ · Шалимов 48′ · Бесчастных 58′ · Колыванов 63′ · Дм. Черышев 87′ \| | Олимпийский стадион Ясно. 24 градуса. Зрителей: 1367 Судьи: Карел Богунек, Мирослав Маурер, Милан Брабец.              |
| Сан-Марино: Бенедеттини, Гобби, Дженнари, Мацца, Валентини, Гуэрра (к), Мандзаролли, Делла Валле (Канти, 62'), Баччокки, Франчини, Монтанья (Бонини, 77'). Главный тренер: Джорджио Леони. Россия: Черчесов, Кульков, Тетрадзе, Ковтун, Шалимов, Карпин, Онопко (к), Колыванов, Бесчастных, Добровольский (Радченко, 59'), Кирьяков (Дм. Черышев, 85'). Главный тренер: Олег Романцев. Предупреждения: Мандзаролли (9'), Валентини (34'). | | |
| Сан-Марино | 0:7 (0:2) | Россия |
| | Голы | Добровольский 22′ (пен.) · Кульков 38′ · Кирьяков 47′ · Шалимов 48′ · Бесчастных 58′ · Колыванов 63′ · Дм. Черышев 87′ |

Отборочная стадия X чемпионата Европы. Матч группы 8
№42
| Хельсинки 16 августа 1995 | \| Финляндия \| 0:6 (0:3) \| Россия \| \| \| Голы \| Кульков 32′, 49′ · Карпин 39′ · Радченко 42′ · Колыванов 67′, 69′ \| | Олимпийский стадион Ясно. 21 градус. Зрителей: 14 210 Судьи: Шандор Пуль, Шандор Силадьи, Чаба Нилаш. |
| Финляндия: Лаукканен, Канерва, Я. Мякеля (Суоминен, 46'), Р. Ниеминен, Хольмгрен, Линдберг, Тиайнен, Р. Рантанен (Грёнлунд, 64'), Хьельм (к), Сумиала, Паателайнен (Ярвинен, 46') Главный тренер: Юкка Икяляйнен.. Россия: Харин (Черчесов, 82'), Ковтун, Никифоров, Цымбаларь, Хлестов, Онопко (к), Кульков, Карпин (Канчельскис, 61'), Мостовой, Радченко (Кирьяков, 68'), Колыванов. Главный тренер: Олег Романцев. Предупреждения: Мякеля (8'), Колыванов (34'), Суоминен (49'), Карпин (52'), Сумиала (72'). | | |
| Финляндия | 0:6 (0:3) | Россия                                                                                                |
| | Голы | Кульков 32′, 49′ · Карпин 39′ · Радченко 42′ · Колыванов 67′, 69′                                     |

Отборочная стадия X чемпионата Европы. Матч группы 8
№43
| Тофтир 6 сентября 1995 | \| Фарерские острова \| 2:5 (1:1) \| Россия \| \| Х. Ярнскор 12′ · Т. Йонссон 55′ \| Голы \| Мостовой 9′ (пен.) · Кирьяков 61′ · Колыванов 65′ · Цымбаларь 83′ · Шалимов 88′ \| | Свангаскард Ясно. 10 градусов. Зрителей: 1792 Судьи: Алан Снодди, Роберт Пенни, Роберт Луттон. |
| Фарерские острова: Кнудсен, У. Йоханнесен, Т.-Э. Хансен (к) (А. Йонсен, 81'), Я. Расмуссен, Й.-Х. Хансен, Э. Хансен, К. Мёркёре, Ю. Йонссон, Мюллер (Й.-Э. Расмуссен, 72'), Т. Йонссон, Х. Ярнскор. Главный тренер: Аллан Симонсен. Россия: Черчесов, Ковтун, Никифоров, Цымбаларь, Шалимов, Канчельскис (Бесчастных, 57'), Онопко (к), Кульков (Р. Мамедов, 64'), Мостовой, Радченко (Кирьяков, 46'), Колыванов. Главный тренер: Олег Романцев. Предупреждения: К. Мёркёре (19'), Цымбаларь (76'), Т.-Э. Хансен (78'). | |                                                                                                |
| Фарерские острова | 2:5 (1:1) | Россия                                                                                         |
| Х. Ярнскор 12′ · Т. Йонссон 55′ | Голы | Мостовой 9′ (пен.) · Кирьяков 61′ · Колыванов 65′ · Цымбаларь 83′ · Шалимов 88′                |

Отборочная стадия X чемпионата Европы. Матч группы 8
№44
| Москва 11 октября 1995 | \| Россия \| 2:1 (1:0) \| Греция \| \| Узунидис 38′ (авт.) · Онопко 71′ \| Голы \| Цалухидис 64′ \| | Лужники Пасмурно. 10 градусов. Зрителей: 19 190 Судьи: Герд Грабер, Эгон Беройтер, Манфред Цайсцер. |
| Россия: Харин, Ковтун, Никифоров, Цымбаларь (Радченко, 62'), Хлестов, Карпин (Шалимов, 75'), Онопко (к), Кульков, Мостовой, Юран (Кирьяков, 46'), Колыванов. Главный тренер: Олег Романцев. Греция: Михопулос, Апостолакис (к), Узунидис, Касапис, Калидзакис (Дабизас 46'), Цалухидис, Загоракис, Александрис, Батиста (Махлас 71'), Цартас (¨Георгатос 46'), Донис. Главный тренер: Константинос Полихрониу. Предупреждения: Колыванов (8'), Касапис (33'), Ковтун (62'). | | |
| Россия | 2:1 (1:0)                                                                                           | Греция                                                                                              |
| Узунидис 38′ (авт.) · Онопко 71′ | Голы                                                                                                | Цалухидис 64′                                                                                       |

Отборочная стадия X чемпионата Европы. Матч группы 8
№45
| Москва 15 ноября 1995 | \| Россия \| 3:1 (1:1) \| Финляндия \| \| Радченко 37′ · Кульков 55′ · Кирьяков 74′ \| Голы \| Суоминен 45′ \| | Лужники Пасмурно. 3 градуса. Зрителей: 6000 Судья: Маркус Мерк, Ханс Вольф, Петер Аугар. |
| Россия: Черчесов, Р. Мамедов (Добровольский, 46'), Никифоров, Цымбаларь, Хлестов, Карпин (Канчельскис, 77'), Онопко (к), Кульков, Мостовой, Юран, Радченко (Кирьяков, 63'). Главный тренер: Олег Романцев. Финляндия: Ниеми, Риссанен, Нуорела, Хюрюляйнен, Р. Ниеминен, Линдберг, Сумиала (Кангаскорпи, 78'), Хьельм (к), Мююрю, Суоминен (Юлёнен, 90'), Грёнлунд (Коскинен, 71'). Главный тренер: Юкка Икяляйнен. Предупреждения: Нуорела (9'), Юран (47'), Коскинен (?), Никифоров (84'). | |                                                                                          |
| Россия | 3:1 (1:1) | Финляндия                                                                                |
| Радченко 37′ · Кульков 55′ · Кирьяков 74′ | Голы | Суоминен 45′                                                                             |

## Авторы забитых мячей
4 мяча
- Игорь Колыванов
- Василий Кульков

3 мяча
- Владимир Бесчастных
- Валерий Карпин
- Сергей Кирьяков

2 мяча
- Игорь Шалимов
- Дмитрий Радченко

1 мяч
- Юрий Никифоров
- Валерий Кечинов
- Николай Писарев
- Мухсин Мухамадиев
- Игорь Добровольский
- Дмитрий Черышев
- Александр Мостовой
- Илья Цымбаларь
- Виктор Онопко

## Автоголы
1 мяч
- Теодорос Загоракис
- Маринос Узунидис

## Авторы пропущенных мячей
2 мяча
- Петер Дубовский

1 мяч
- Панайотис Цалухидис
- Деян Петкович
- Тоди Йонссон
- Хеннинг Ярнскор
- Ким Суоминен

## Замены матчей
31 мая сборная России должна была сыграть товарищеский матч с Турцией, а 1 августа — с Англией, однако обе встречи сорвались. Если заменой Турции послужила сборная Югославии, то вместо Англии состоялась встреча основного состава сборной России со вторым (победа второго состава со счётом 4:2). Средства от проданных билетов были выделены на ликвидацию последствий землетрясения на Сахалине.